# 约翰公爵
约翰公爵（My Lord John）是英国作家喬潔·黑爾的一部未完成的历史小说。本书在她去世一年后于1975年出版。它提到了“年轻的公爵们”的早年生活。这里的公爵们指未来的英格兰兰开斯特国王亨利四世的所有儿子——哈里、克拉伦斯公爵兰开斯特的托马斯、第一代贝德福德公爵兰开斯特的约翰和汉弗莱。他们在动荡的中长大，经历了包括1394年的瘟疫、父亲被理查二世流放、祖父冈特的约翰去世以及父亲夺取王位等种种事件。第一代贝德福德公爵兰开斯特的约翰是小说的主角。
黑尔打算将这部小说作为兰开斯特家族三部曲的第一部，以约翰为主角，涵盖蘭開斯特王朝的鼎盛时期（1393-1435)。她认为虽然第一代贝德福德公爵兰开斯特的约翰如今鲜为人知，但他是一个理想化的人。他是一个生逢其时的伟大人物，也是亨利五世最信任的兄弟。但是黑尔因为需要还清债务，不得不写摄政时代的小说来迎合读者，因此没能完成兰开斯特王朝三部曲。黑尔于1974年去世。次年，约翰公爵被她的家人出版。本书仅涵盖了兰开斯特的约翰从1393到1413年的早年生活。
约翰公爵一经出版，就收到了来自同期读者和文艺批评家的负面评价。他们认为约翰公爵一书叙述不够流畅，不如黑尔的其他摄政时代小说。现代批评家也不喜欢这本书。本书被认为较黑尔之前的作品更“严肃”，因其有大量重要的历史细节。一位评论家认为本书更像是一本史话而不是小说。其德语译本于1980年问世。

## 背景与发展

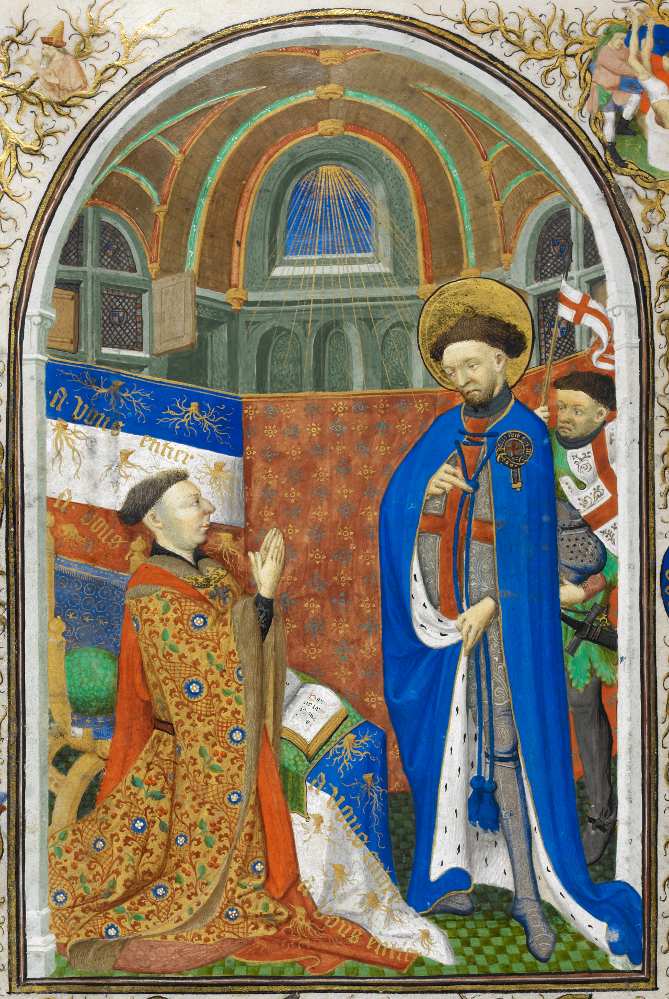
黑尔选择将她的兰开斯特之家三部曲故事情節集中在兰开斯特的约翰時期

喬潔·黑爾以写摄政时代的爱情故事而闻名，但她也寫了许多涉及不同历史年代的作品，包括英國內戰和中世纪。她最喜欢的一个时期是1393年至1435年。这一时期兰开斯特王朝的权力到达顶峰。1950年，黑尔开始研究她所谓的“晚年的巨著”，即一部中世纪三部曲，涵盖那个时期的兰开斯特王朝故事。她估计她需要五年时间才能完成写作。然而，她的读者不断要求她写新书。为了满足读者和还清债务，黑尔中断了自己的写作，写了摄政时代的爱情故事，例如《四月夫人》(1957)和《慈善女孩》（1970）。
据黑尔的丈夫乔治·罗纳德·鲁吉尔说，兰开斯特三部曲以第一代贝德福德公爵兰开斯特的约翰为中心，因为他是亨利五世最信任的兄弟，而且“是一个伟人”，虽然如今鲜为人知。在她的小说中，黑尔将约翰描述为“兰开斯特家族中脾气最好的人，极具促成和平的才能。”鲁吉尔表示黑尔是个完美主义者，为写三部曲做好了准备。她着手进行涵盖“兰开斯特王朝统治时期的各个方面”的整体研究，包括战争、社会条件和家族纹章。黑尔還特地學習並阅读中古英语文章并创建了索引文件，对1393年至1435年这四十几年的每一天进行了编目。黑尔和她的丈夫游历了英格兰和苏格兰。她在那里参观了75座城堡和23座修道院，并做了大量笔记。

然而，在每次休假写另一部摄政时代的小说后，黑尔发现她很难再继续回头写兰开斯特三部曲，因为每次她都必须刷新她对那个时代的认知。结果，她只完成了三部曲的近三分之一。而约翰公爵正是她努力的结果。这成为兰开斯特三部曲中黑尔唯一完结的作品。黑尔于1974年去世。约翰公爵仅涵盖了第一代贝德福德公爵兰开斯特的约翰四分之一的生平，即从1393年到1413 年這段時期。小说的结构分为四个部分，每个部分都涵盖约翰在某一个特定时期的生活。

## 情节

### 历史背景
小说的背景设定在英国理查二世统治时期。年少登基的理查德已经成为一个自大的国王，“不受人们的拥戴”。 在少数群体中，以第九任牛津伯爵为代表的国王宠臣掌握统治权。第九任牛津伯爵极不受大臣欢迎。以德比伯爵博林布鲁克的亨利、诺福克公爵和阿伦德尔伯爵等其他“诉追派贵族”的成员反对对王国不利的政策。他们在拉德科特桥战役中成功拿起武器对抗第九任牛津伯爵，并解除了他的权力。
现年 22 岁的理查德国王将政府统治权重新掌握在自己的手中，任命了新的宠臣。新宠臣被他的叔叔、第一任兰开斯特公爵冈特的约翰叫作“卑鄙的蠢货”。 然而，尽管冈特与新宠臣意见不一，但冈特的约翰仍然十分忠诚并受到国王的信任。作为王国中最有权势的人之一，冈特一直与阿伦德尔伯爵斗争。阿伦德尔伯爵是一个“狂妄”的人，冈特指责他在柴郡煽动起义。

### 情节概要

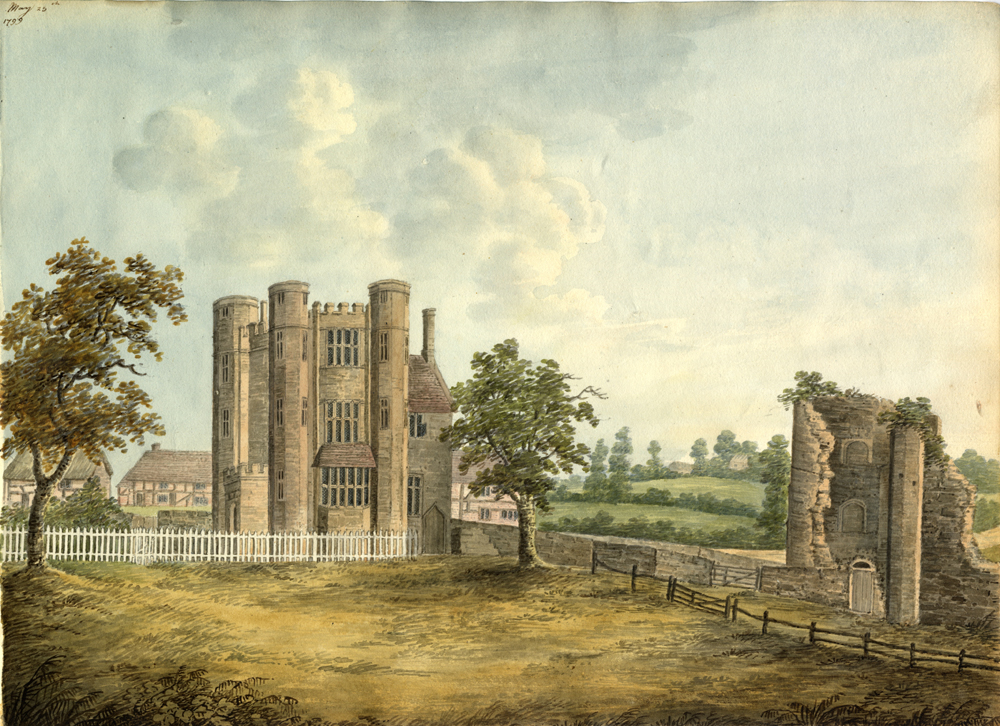
凯尼尔沃思城堡（绘于 1799 年），是大部分早期故事发生的地方

小说的故事始于1393年的英国。兰开斯特的约翰是博林布鲁克的亨利的第三个儿子- 与他的母亲玛丽伯爵夫人和三个兄弟哈利、托马斯和汉弗莱住在凯尼尔沃思城堡。他们的祖父冈特的约翰和一大群随从拜访了这些男孩，其中包括他的情妇凯瑟琳·斯温福德、他的女儿伊丽莎白夫人和他的三个姓博福特的儿子。玛丽私下向凯瑟琳表示担忧。她担心国王永远不会原谅她的丈夫亨利参加拉德科特桥战役和因亨利失去他“亲爱的朋友”牛津伯爵。
玛丽和孩子们前往伦敦迎接最近旅行的博林布鲁克的亨利。亨利是一位英俊、快乐的骑士，穿着华丽、身骑骏马”。与他的父亲（冈特的约翰）不同，他很受城市居民的欢迎。 德比伯爵向理查二世致敬，理查二世决定让哈利成为他的侍从。冈特成功地将阿伦德尔伯爵逐出法庭。玛丽死于瘟疫，安妮女王和冈特的妻子康斯坦斯也是如此。
哈利成为理查王的侍从，而约翰则被派往弗拉姆灵厄姆城堡与玛格丽特伯爵夫人住在一起。在那里，约翰虽然受到善待，但他很孤独。约翰听说理查二世的行为越来越古怪，他已经对牛津伯爵的尸体进行了防腐处理并公开展示。诉追派贵族的前成员被捕，包括阿伦德尔伯爵、格洛斯特公爵和华威伯爵。理查二世还决定将那些“与他有同样血统”的人提升为公爵，博林布鲁克的亨利被封为赫里福德公爵。
由于害怕赫里福德公爵的权力过大，理查二世不公正地下令将他的堂兄亨利逐出王国六年，这让下议院和许多其他人感到沮丧。随着冈特年事已高，他最后一次建议理查二世放弃自己最爱的宠臣，成为一个公正的国王，却被置若罔闻。冈特不久后就去世了；理查二世变得越来越独裁，并阻止将冈特的巨额遗产授予博林布鲁克的亨利。尽管亨利的儿子们仍留在乡下，但他仍然被流放。在经历了种种麻烦后，理查二世离开英格兰前往爱尔兰。当时英格兰时局动荡，这一决定被广泛认为是愚蠢的。 博林布鲁克的亨利返回英格兰，许多贵族投奔他。理查二世被亨利推翻。
约翰看着他的父亲被加冕为英格兰的亨利四世，而哈里则被封为威尔士亲王。但他仍然怀疑他的家人是否比其他家庭成员更有资格继承王位。新国王的支持者坚持要亨利四世处死理查二世和其他的反对者。但亨利拒绝了暴力处死他们的请求。亨利处理了叛乱、冒名顶替者和对他的统治指手划脚的人。此时，约翰在多个贵族家庭的养育下长大。约翰是一个有天赋的学生。但他对王国的实际问题更感兴趣，而不仅仅是先人的著作。他是亨利四世的唯一一个对王室财政感兴趣的儿子，并尽可能多地获取有关政府运作的信息。
十几岁时，约翰证明了自己的价值，并逐渐被授予有权力职位，首先是猎鹰队领队，然后是东边疆区的典狱长和英格兰高级警官。他认真对待三个职位，致力于获取高效理政所需的知识。他在这些繁忙的任务中长大成人，是一连串被派去给他建议的人的准备好学生。他帮助他的父亲抵御了格林杜尔发起的叛乱和北部叛乱，并明智地将军事指挥权交给了他更有经验的叔叔威斯特摩兰伯爵。他明白自己的理政能力比充当军人更有用，并且通过减轻刑罚及开始与苏格兰人进行谈判赢得了他所属臣民的尊重。
小说在句中突然结束，约翰北上，代表他的兄弟哈利与苏格兰人进行长期休战的谈判。

## 分析
《约翰公爵》作为黑尔为数不多的历史小说之一，背离了她更受读者欢迎的摄政时期的故事。  本书被认为比她以前的书“更严肃”，  因其具有大量的历史细节。 《哥伦布邮报》的吉内瓦·史蒂芬森品读出该书的深层特征、创作过程、创作底色及动机，将《约翰公爵》归为小说。但该书更像是一部史话。
通过描绘兰开斯特的约翰从童年到青年的生活，黑尔让读者一窥中世纪生活，既描写了宫廷阴谋也展现了普通人的生活。 此外，本书虽然靠近主要的历史人物，但约翰游离于权力中心之外。黑尔得以更全面地描绘他的生平，而无需篡改重大的历史事件。 

## 发布和反响
黑尔的家人于 1975 年出版了《约翰公爵》 ，也就是黑尔去世的一年后。 该书发行几天后， A·S·拜厄特报道称， 博德利头出版社“收到了他们有史以来最高的平装书报价”。 该出版社在英国发行了这部小说， 该书在美国的发行则由总部位于纽约的邓顿出版公司接管。  1980 年，《约翰公爵》德语译本问世。 
在刚出版的那段时间里，这部小说收到了 14 条专业评论——这个数字比黑尔的大多数其他作品都要多。给出了大量负面评价，玛丽·法内斯托克·托马斯写道“许多粉丝基本读不下去《约翰公爵》” 在 1975 年出版的那一年，图书馆杂志撰稿人埃莉诺·辛格称赞它是“有据可查的历史著作”，尽管她觉得“作为一部小说，它没有足够的戏剧性或叙事流来，经常显得有些无聊。” 辛格补充说，这类成功的作品具有将历史和引人入胜的故事情节完美结合的特征，而《约翰公爵》没能做到这一点。”  《今日历史》的简·艾肯·霍奇称赞黑尔描写摄政时期的小说是“一种从未在世上出现过的、语言的胜利”，但她认为《约翰公爵》“不太成功”。 艾肯·霍奇 说，这部小说的语言琐碎，“词藻过于华丽”，比如用 lordings 和bel sire 之类的词。 艾肯·霍奇还认为，虽然它包含“一些确凿无误的黑尔式幽默的快乐时刻”，但它未能充分包含“长时间吸引年轻读者”的内容。 
《泰晤士报文学副刊》的R.M.富兰克林认为，由于这部小说在“贝德福德公爵约翰职业生涯中最有趣的部分”之前结束，它“有一种反高潮的气氛，并且不止一次地指出了莫名消失的主题。” 在 2008 年为《泰晤士报》撰写的一篇文章中，希拉里·罗斯称赞了黑尔描写摄政时期的小说，但发现《约翰公爵》“出奇地难读，可能是因为它更关心中世纪历史，而不是沃克斯豪尔花园的化装舞会。” 在 2012 年为 Tor.com写作时，马里·尼斯认为，虽然黑尔希望《约翰公爵》成为她的杰作，但它“主要是描写一个历史时期，作者通常很难确定他们的哪些作品实际上是杰作。《约翰公爵》绝不是黑尔的杰作。” 